# 무주군 (선거구)
무주군은 대한민국의 옛 국회의원 선거구이다. 당시 전라북도 무주군 지역을 관할했다.

## 역사
제헌 국회의원 선거를 앞두고 무주군 전 지역을 관할하는 선거구로 신설되었다.
제6대 국회의원 선거를 앞두고 진안군, 장수군 선거구와 통합되어 진안군·장수군·무주군 선거구를 이루게 됨에 따라 폐지되었다.

## 역대 국회의원
| 선거   | 정당 | 정당               | 의원   |
| ------ | ---- | ------------------ | ------ |
| 1948년 |      | 대한독립촉성국민회 | 신현돈 |
| 1949년 |      | 대동청년단         | 김교중 |
| 1950년 |      | 무소속             | 김상현 |
| 1954년 |      | 자유당             | 김상현 |
| 1958년 |      | 자유당             | 김진원 |
| 1960년 |      | 민주당             | 신현돈 |

## 역대 선거 결과

### 대한민국 제헌 국회의원 선거
|  | 65.62% |

|  | 23.57% |

|  | 10.79% |

### 1949년 대한민국 재보궐선거
신현돈 의원의 사임으로 인해 치러진 1949년 대한민국 재보궐선거에서 대동청년단 김교중 후보가 당선되었다.

### 대한민국 제2대 국회의원 선거
|  | 37.51% |

|  | 34.02% |

|  | 18.67% |

|  | 5.83% |

|  | 3.94% |

### 대한민국 제3대 국회의원 선거
|  | 53.15% |

|  | 36.51% |

|  | 10.33% |

### 대한민국 제4대 국회의원 선거
|  | 100.00% |

|  | 0% |

### 대한민국 제5대 국회의원 선거
|  | 46.84% |

|  | 26.20% |

|  | 13.64% |

|  | 13.30% |